# Ivica Kostelić
Ivica Kostelić [ˈiʋitsa ˈkɔstɛlitɕ] (* 23. November 1979 in Zagreb) ist ein ehemaliger kroatischer Skirennläufer. War er zunächst vor allem im Slalom erfolgreich, entwickelte er sich im Laufe der Jahre zu einem Allrounder, der in allen fünf Disziplinen startete. Seine größten Erfolge sind der Gewinn der Gesamtwertung in der Saison 2010/11 sowie der Slalomweltmeistertitel 2003. Hinzu kommen vier Silbermedaillen bei Olympischen Winterspielen, je eine weitere Silber- und Bronzemedaille bei Weltmeisterschaften sowie fünf Siege in Weltcup-Disziplinenwertungen. Er ist der ältere Bruder der ehemaligen Skirennläuferin Janica Kostelić. Heute ist er als Skitrainer tätig.

## Biografie

### Aufstieg
Die Geschwister Kostelić wuchsen in einfachen Verhältnissen auf. Vater Ante Kostelić, ein früherer Handballspieler und -trainer, förderte intensiv die Sportkarrieren seiner Kinder Ivica und Janica. Geldmangel und die Tatsache, dass Kroatien kein typisches Wintersportland ist, führten zur Anwendung unorthodoxer Trainingsmethoden. Oft übernachtete die Familie selbst im Winter im Zelt oder im Auto und bestieg die Hänge zu Fuß, da sie sich Hotelübernachtungen und Skilifttickets nicht leisten konnten. Ziel war die konsequente Heranführung an die Weltspitze. Das Trainingsprogramm folgte wissenschaftlichen Ansätzen, die vom sowjetischen Gewichtheber und Sportwissenschaftler Alexei Medwedew entwickelt worden waren.
Ab Dezember 1994 trat Kostelić zu FIS-Rennen an, die ersten Einsätze im Europacup folgten im Dezember 1995. Ein Jahr später gelang ihm in einem gut besetzten Juniorenrennen in Sexten der erste Sieg. Bei den Juniorenweltmeisterschaften 1997 in Schladming gewann er die Bronzemedaille in der Kombinationswertung, die aus der Addition der Ergebnisse von Abfahrt, Riesenslalom und Slalom zusammengesetzt war. Kostelić verbesserte sich in FIS-Rennen beständig und das Kroatische Olympische Komitee nominierte ihn für die Olympischen Winterspiele 1998. Doch wenige Tage vor der Abreise erlitt er einen Kniescheibenbruch, sodass er die Saison vorzeitig beenden musste.
Sein Debüt im Weltcup hatte Kostelić am 25. Oktober 1998 auf dem Rettenbachferner bei Sölden, konnte sich aber nicht für den zweiten Lauf qualifizieren. Anschließend bestritt er Nor-Am-Rennen in Nordamerika, wobei er in Lake Louise eine Abfahrt gewann. Beim Training zur Abfahrt der Weltmeisterschaften 1999 in Beaver Creek zog er sich einen Kreuzbandriss am linken Knie zu. Auch die nachfolgende Saison musste er frühzeitig beenden, diesmal wegen eines Kreuzbandrisses am rechten Knie. Am 11. Dezember 2000 holte er mit dem 21. Platz im Slalom von Sestriere die ersten Weltcuppunkte, doch eine erneute Knieverletzung zwei Wochen später sorgte wieder für ein vorzeitiges Saisonende.

### Durchbruch
Völlig überraschend gewann Kostelić am 25. November 2001 den Weltcupslalom von Aspen, mit der hohen Startnummer 64. Es war dies die zweithöchste Siegernummer im Weltcup, nach den Nummern 66 des Liechtensteiners Markus Foser und der Slowenin Katja Koren (beide im Jahr 1993). Zugleich ist die 64 bis heute die höchste Startnummer, mit der je ein Weltcupslalom gewonnen wurde. Es folgten Siege in Wengen und Flachau sowie drei weitere Podestplätze. Dies reichte für den Gewinn der Weltcup-Disziplinenwertung im Slalom. Bei den Olympischen Winterspielen 2002 fuhr Kostelić im Riesenslalom auf den neunten Platz und musste im Slalom einen Ausfall hinnehmen (nach viertbester Zeit im ersten Durchgang). Er wurde zum kroatischen Sportler des Jahres 2002 gekürt, Schwester Janica zur Sportlerin des Jahres und Vater Ante zum Trainer des Jahres.
In der Saison 2002/03 fuhr Kostelić weiterhin auf konstant hohem Niveau. Er gewann die Slaloms in Sestriere, Kranjska Gora und Bormio; hinzu kam ein dritter Platz in Wengen. In der Slalom-Disziplinenwertung musste er sich dem vierfachen Saisonsieger Kalle Palander aus Finnland geschlagen geben. Bei den Weltmeisterschaften 2003 gewann er am 16. Februar im Slalom die Goldmedaille, einen Tag, nachdem seine Schwester in derselben Disziplin Weltmeisterin geworden war. Im Januar 2003 berichtete die kroatische Zeitschrift Nacional über verschiedene, den Nationalsozialismus und das Dritte Reich verherrlichende Aussagen Kostelićs, die er in verschiedenen Interviews öffentlich getätigt hatte. Der Artikel löste internationale Schlagzeilen aus und setzte Kostelić stark unter Druck. Er distanzierte sich schließlich von den Aussagen, warf der Nacional jedoch vor, seine Aussagen aus dem Zusammenhang gerissen zu haben.

### Höhen und Tiefen
Kostelić bestritt in der Saison 2003/04 vermehrt Abfahrten und Super-G-Rennen, um sich zum Allrounder zu entwickeln. Im Slalom hatte er aber weiterhin die mit Abstand besten Ergebnisse, mit einem Sieg in Madonna di Campiglio und einem dritten Platz in Wengen. Beim zweiten Durchgang des Nachtslaloms in Schladming am 27. Januar 2004, bei dem er nach dem ersten Lauf auf Rang 2 gelegen war, zog er sich einen weiteren Kreuzbandriss im rechten Knie zu; erneut fiel er für den Rest der Saison aus. Im Winter 2004/05 hatte er zunächst große Mühe, wieder den Anschluss zu finden. Wieder konzentrierte er sich auf die technischen Disziplinen. Da er in den ersten sieben Rennen entweder ausschied oder den zweiten Durchgang verpasste, holte er zunächst keine Weltcuppunkte. Schließlich gelangen ihm aber zwei Podestplätze in den Slaloms von Wengen und Kitzbühel.
Durchwachsen verlief die Saison 2005/06. Im Weltcup resultierte ein vierter Platz im Slalom von Åre als bestes Ergebnis, allerdings hatte Kostelić auch mehrere Ausfälle zu verzeichnen. Seine beste Saisonleistung zeigte er bei den Olympischen Winterspielen 2006, wo er in der Kombination hinter dem Amerikaner Ted Ligety die Silbermedaille gewann. Dieses Ergebnis kam eher überraschend, da er in dieser Disziplin zuvor nie besser als Neunter gewesen war. Im Dezember 2006 gelang Kostelić nach fast drei Jahren wieder ein Weltcupsieg, als er die Superkombination auf der Reiteralm für sich entschied. Der weitere Verlauf des Winters 2006/07 war von eher durchschnittlichen Resultaten und Ausfällen geprägt.

### Entwicklung zum Allrounder und Gesamtweltcup-Sieger
Kostelić, bisher vor allem ein Spezialist für Slalomrennen, diversifizierte sein Training und trat in der Saison 2007/08 erstmals in allen Disziplinen an. Es gelang ihm zwar kein Sieg, doch wurde er viermal Zweiter und zweimal Dritter. In den Disziplinenwertungen Slalom und Kombination belegte er jeweils den zweiten Platz, in der Gesamtwertung wurde er Sechster. Ähnlich erfolgreich verlief zunächst auch die Saison 2008/09 mit einem Slalomsieg in Alta Badia und fünf weiteren Podestplätzen, darunter dem ersten in einem Riesenslalom. Vor den Weltmeisterschaften 2009 führte Kostelić die Weltcup-Gesamtwertung an und gehörte somit zum engsten Favoritenkreis. Allerdings konnte er in Val-d’Isère aufgrund plötzlich auftretender akuter Rückenschmerzen keine WM-Rennen bestreiten. Nach einer zweiwöchigen Ruhepause kehrte er wieder in den Weltcup zurück. In der Gesamtwertung rutschte er auf den vierten Platz ab, was aber trotzdem seine bisher beste Jahresleistung war.
In der Saison 2009/10 konnte Kostelić sowohl den Slalom von Wengen als auch die renommierte Hahnenkamm-Kombination von Kitzbühel für sich entscheiden. Außerdem erzielte er drei weitere Podestplätze, unter anderem erstmals in der Disziplin Super-G. Beim Saisonhöhepunkt, den Olympischen Winterspielen 2010, gewann er zwei weitere Silbermedaillen, in der Superkombination und im Slalom. Zum Ende der Saison belegte er den fünften Schlussrang in der Weltcup-Gesamtwertung.
Die Saison 2010/11 war für Kostelić die bisher erfolgreichste. Im Januar 2011 gelang ihm eine unvergleichliche Siegesserie. In 14 Rennen stand er siebenmal zuoberst auf dem Podest und erzielte innerhalb eines Kalendermonats 999 Weltcup-Punkte: Er gewann den erstmals ausgetragenen City Event in München, die Slaloms von Adelboden und Wengen, die Kombinationen von Wengen, Kitzbühel und Chamonix und auch den Super-G von Kitzbühel (sein erster Sieg in einem Speedrennen). Mit dem Sieg in Chamonix sicherte sich Kostelić vorzeitig den Gewinn der Kombinationsweltcupwertung. In der Gesamtwertung baute er seinen Vorsprung auf über 450 Punkte aus.
Beim ersten Rennen der Weltmeisterschaften 2011, dem Super-G am 9. Februar, gewann Kostelić die Bronzemedaille. Am selben Tag kündigte er an, dass er nicht zur Abfahrt und zur Super-Kombination (in der er zu den meistgenannten Favoriten gehörte) antreten werde, da er seine Kräfte schonen wolle. Darüber hinaus äußerte er scharfe Kritik an der stark vereisten Kandahar-Strecke. Nach der Abfahrt von Kvitfjell am 12. März 2011 stand Kostelić bereits fünf Rennen vor Saisonende als Gewinner des Gesamtweltcups der Saison 2010/11 fest, da sein Punktevorsprung nicht mehr einzuholen war. Obwohl er beim Slalom in Lenzerheide, dem letzten Einzelrennen der Saison, ohne Punkte blieb, stellte er zum zweiten Mal den Gewinn der Slalomweltcupwertung sicher, da sein nächster Verfolger Jean-Baptiste Grange ausschied. Von der Internationalen Vereinigung der Ski-Journalisten (AIJS) wurde er im selben Jahr mit dem Skieur d’Or ausgezeichnet.

### Weitere Entwicklung
In der Saison 2011/12 konnte Kostelić im Weltcup zunächst an die Erfolge der Vorsaison anknüpfen. Er gewann im Dezember zwei Slaloms, im Januar in Wengen die Superkombination und den Slalom. Mit dem Sieg in der klassischen Hahnenkamm-Kombination (zum dritten Mal hintereinander, wofür er mit der Hahnenkamm-Nadel in Gold mit Brillanten ausgezeichnet wurde) übernahm er die Führung im Gesamtweltcup. In Krasnaja Poljana gewann er am 12. Februar wiederum die Super-Kombination und sicherte sich somit den Sieg in der Weltcup-Kombinationswertung. Bei diesem Rennen verletzte er sich jedoch am rechten Knie. Er musste sich einer Operation unterziehen, bei der ein abgerissener Teil des Meniskus entfernt wurde. Anschließend musste Kostelić vier Wochen pausieren, womit er keine Chance auf den Gesamtsieg mehr hatte. Er besaß allerdings noch die Möglichkeit, die Slalomwertung für sich zu entscheiden. Beim Weltcupfinale in Schladming blieb er jedoch ohne Punkte und André Myhrer konnte an ihm vorbeiziehen.
Die Knieverletzung behinderte Kostelić noch zu Beginn der Saison 2012/13. Erst im Januar konnte er wieder annähernd das Niveau früherer Jahre erreichen. In diesem Monat gelangen ihm drei Podestplätze, darunter ein Sieg in der Kombination von Kitzbühel. In der Kombinations-Disziplinenwertung belegte er punktgleich mit Alexis Pinturault den ersten Platz. Bei den Weltmeisterschaften 2013 in Schladming gewann er die Silbermedaille in der Super-Kombination. Gegen Ende der Saison gewann er den Weltcupslalom in Kranjska Gora. Während der Saison 2013/14 fand Kostelić nicht die Form vergangener Jahre und klassierte sich nur zweimal unter den besten zehn. Unter diesen Umständen überraschend gewann er bei den Olympischen Winterspielen 2014 in Sotschi die Silbermedaille in der Super-Kombination.
In der Saison 2014/15 erreichte Kostelić in nur sechs Weltcuprennen die Punkteränge, darunter jedoch einen Podestplatz bei der Alpinen Kombination in Wengen. In der Saison 2015/16 fuhr er in den Alpinen Kombinationen von Wengen und Chamonix in die Punkteränge, in letzterer fuhr er unter die besten zehn. Aufgrund seiner Schmerzen und zahlreicher Knieoperationen wurde mehrfach sein möglicherweise kommendes Karriereende angesprochen. Nach dem Kombinationsslalom am 13. Januar 2017 in Wengen erklärte Kostelić seinen Rücktritt vom Leistungssport. Nach seinem Karriereende im Weltcup nahm er noch an den Weltmeisterschaften in St. Moritz teil, wo er 14 Jahre zuvor Weltmeister im Slalom geworden war.

## Erfolge

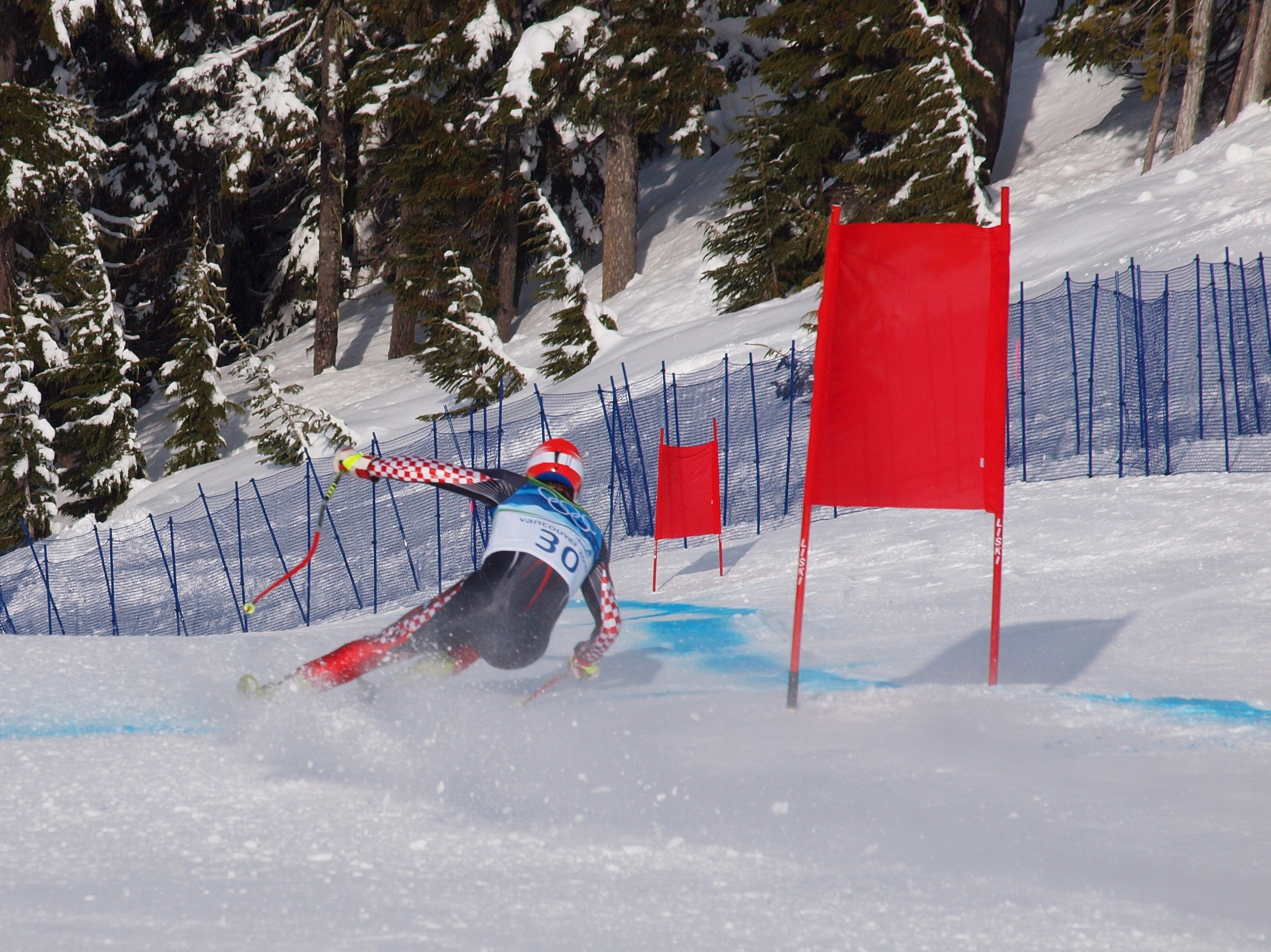
Ivica Kostelić während der Abfahrt der Olympischen Winterspiele 2010

### Olympische Spiele
- Salt Lake City 2002: 9. Riesenslalom
- Turin 2006: 2. Kombination, 6. Slalom, 31. Super-G
- Vancouver 2010: 2. Slalom, 2. Super-Kombination, 7. Riesenslalom, 16. Super-G, 18. Abfahrt
- Sotschi 2014: 2. Super-Kombination, 9. Slalom, 24. Super-G, 27. Riesenslalom

### Weltmeisterschaften
- Vail/Beaver Creek 1999: 32. Super-G
- St. Moritz 2003: 1. Slalom
- Åre 2007: 12. Super-Kombination
- Garmisch-Partenkirchen 2011: 3. Super-G, 8. Slalom, 13. Riesenslalom
- Schladming 2013: 2. Super-Kombination, 5. Slalom, 15. Riesenslalom, 20. Abfahrt, 28. Super-G
- Vail/Beaver Creek 2015: DNF Super-G
- St. Moritz 2017: 38. Slalom

### Weltcupwertungen
| Saison  | Gesamt | Gesamt | Abfahrt | Abfahrt | Super-G | Super-G | Riesenslalom | Riesenslalom | Slalom | Slalom | Kombination | Kombination | City Event* | City Event* |
| Saison  | Platz  | Punkte | Platz   | Punkte  | Platz   | Punkte  | Platz        | Punkte       | Platz  | Punkte | Platz       | Punkte      | Platz       | Punkte      |
| ------- | ------ | ------ | ------- | ------- | ------- | ------- | ------------ | ------------ | ------ | ------ | ----------- | ----------- | ----------- | ----------- |
| 2000/01 | 107.   | 25     | –       | –       | –       | –       | –            | –            | 40.    | 25     | –           | –           | –           | –           |
| 2001/02 | 7.     | 677    | –       | –       | –       | –       | 56.          | 22           | 1.     | 611    | –           | –           | –           | –           |
| 2002/03 | 7.     | 632    | –       | –       | –       | –       | 27.          | 52           | 2.     | 580    | –           | –           | –           | –           |
| 2003/04 | 34.    | 271    | –       | –       | 37.     | 14      | 30.          | 62           | 14.    | 195    | –           | –           | –           | –           |
| 2004/05 | 31.    | 263    | –       | –       | –       | –       | –            | –            | 7.     | 263    | –           | –           | –           | –           |
| 2005/06 | 40.    | 204    | –       | –       | –       | –       | –            | –            | 15.    | 163    | 16.         | 41          | –           | –           |
| 2006/07 | 25.    | 344    | –       | –       | –       | –       | –            | –            | 16.    | 144    | 3.          | 200         | –           | –           |
| 2007/08 | 6.     | 829    | 35.     | 36      | 25.     | 83      | 40.          | 29           | 5.     | 425    | 2.          | 256         | –           | –           |
| 2008/09 | 4.     | 891    | 47.     | 9       | 26.     | 43      | 8.           | 219          | 2.     | 454    | 4.          | 166         | –           | –           |
| 2009/10 | 5.     | 805    | 23.     | 86      | 15.     | 116     | 21.          | 71           | 4.     | 360    | 3.          | 172         | –           | –           |
| 2010/11 | 1.     | 1356   | 25.     | 90      | 3.      | 223     | 11.          | 120          | 1.     | 478    | 1.          | 345         | 1.          | 100         |
| 2011/12 | 4.     | 1064   | 43.     | 14      | –       | –       | 23.          | 104          | 2.     | 610    | 1.          | 336         | –           | –           |
| 2012/13 | 5.     | 900    | 44.     | 18      | 28.     | 27      | 14.          | 140          | 3.     | 535    | 1.          | 180         | 4.          | 100         |
| 2013/14 | 42.    | 190    | –       | –       | 34.     | 24      | 32.          | 29           | 16.    | 128    | 30.         | 9           | –           | –           |
| 2014/15 | 50.    | 155    | 59.     | 1       | –       | –       | –            | –            | 31.    | 44     | 4.          | 110         | –           | –           |
| 2015/16 | 105.   | 36     | –       | –       | –       | –       | –            | –            | –      | –      | 20.         | 36          | –           | –           |
| 2016/17 | 139.   | 9      | –       | –       | –       | –       | –            | –            | –      | –      | 35.         | 9           | –           | –           |

* In der Saison 2012/13 zählten die Ergebnisse der City Events zur Slalom-Disziplinwenertung.

### Weltcupsiege
- 26 Weltcupsiege (15 Slaloms, 5 Super-Kombinationen, 4 Kombinationen, 1 Super-G, 1 Parallelrennen)
- 60 Podestplätze (40 × Slalom, 9 × Super-Kombination, 6 × Kombination, 2 × Super-G, 1 × Riesenslalom, 2 × Parallelrennen)

| #   | Datum             | Ort                  | Land       |
| --- | ----------------- | -------------------- | ---------- |
| 1.  | 25. November 2001 | Aspen                | USA        |
| 2.  | 13. Januar 2002   | Wengen               | Schweiz    |
| 3.  | 9. März 2002      | Flachau              | Österreich |
| 4.  | 16. Dezember 2002 | Sestriere*           | Italien    |
| 5.  | 5. Januar 2003    | Kranjska Gora        | Slowenien  |
| 6.  | 12. Januar 2003   | Bormio               | Italien    |
| 7.  | 15. Dezember 2003 | Madonna di Campiglio | Italien    |
| 8.  | 22. Dezember 2008 | Alta Badia           | Italien    |
| 9.  | 17. Januar 2010   | Wengen               | Schweiz    |
| 10. | 9. Januar 2011    | Adelboden            | Schweiz    |
| 11. | 16. Januar 2011   | Wengen               | Schweiz    |
| 12. | 8. Dezember 2011  | Beaver Creek         | USA        |
| 13. | 21. Dezember 2011 | Flachau              | Österreich |
| 14. | 15. Januar 2012   | Wengen               | Schweiz    |
| 15. | 10. März 2013     | Kranjska Gora        | Slowenien  |

| #  | Datum          | Ort     | Land        |
| -- | -------------- | ------- | ----------- |
| 1. | 2. Januar 2011 | München | Deutschland |

| #  | Datum             | Ort              | Land       |
| -- | ----------------- | ---------------- | ---------- |
| 1. | 10. Dezember 2006 | Reiteralm        | Österreich |
| 2. | 14. Januar 2011   | Wengen           | Schweiz    |
| 3. | 30. Januar 2011   | Chamonix         | Frankreich |
| 4. | 13. Januar 2012   | Wengen           | Schweiz    |
| 5. | 12. Februar 2012  | Krasnaja Poljana | Russland   |

| #  | Datum           | Ort       | Land       |
| -- | --------------- | --------- | ---------- |
| 1. | 24. Januar 2010 | Kitzbühel | Österreich |
| 2. | 23. Januar 2011 | Kitzbühel | Österreich |
| 3. | 22. Januar 2012 | Kitzbühel | Österreich |
| 4. | 27. Januar 2013 | Kitzbühel | Österreich |

| #  | Datum           | Ort       | Land       |
| -- | --------------- | --------- | ---------- |
| 1. | 21. Januar 2011 | Kitzbühel | Österreich |

### Juniorenweltmeisterschaften
- Schladming 1997: 3. Kombination, 10. Slalom, 14. Abfahrt, 16. Super-G, 22. Slalom

### Weitere Erfolge
- 5 Podestplätze im Nor-Am Cup, davon 2 Siege
- 15 Siege in FIS-Rennen

## Auszeichnungen
- 2002: Kroatiens Sportler des Jahres
- 2011: Skieur d’Or